# Čenkov
Čenkov je selo u okrugu Příbram u Središnjoj Češkoj, na obali rijeke Litavke. Prema popisu stanovništva iz 2014. selo ima 383 stanovnika koji žive na području površine 9 km², što čini gustoću naseljenosti od 42,55 st./km². Mjesto je poznato po tome što je predsjednik SFRJ-a Josip Broz Tito ovdje tijekom 1911. i 1912. radio u lokalnoj željezari.

## Povijest
Prvi pisani spomen sela datira iz 1454. godine.

### Katastarska pripadnost
Od 1850. do 2003. selo je više puta svoju katarsku pripadnost okruzima i pokrajinama:
- 1850. - Selo pripada Praškoj regiji i politički i pravosudno okrugu Hořovice.
- 1855. - Praška regija, okrug Hořovice (pravosudno).
- 1868. - Praška regija, politička i pravosudna pripadnost okrugu Hořovice.
- 1939. - Plzeňski kraj, okrug Hořovice.[3]
- 1942. - Praška regija, politička pripadnost okrugu Beroun, pravosudna pripadnost okrugu Hořovice.[4]
- 1945. - Praška regija, politička i pravosudna pripadnost okrugu Hořovice.[5]
- 1960. - Središnja Češka, okrug Příbram
- 2003. - jednaka pripadnost kao i 1960., ali s proširenim ovlastima

## Turizam
- Biciklistička ruta: Příbram - Čenkov - Jince - Hořovice.

- Pješačka ruta: Jince - Čenkov - Komárov - Jince - Čenkov - Buková kod Příbrama - Rosovice.

## Vanjske poveznice

### Ostali projekti
|  | Zajednički poslužitelj ima još gradiva o temi Čenkov (okrug Příbram) |